# Charles Chibana
Charles Koshiro Chibana (São Paulo, 11 de setembro de 1989) é um judoca brasileiro de ascendência japonesa.
Ele ganhou uma medalha de ouro nos Jogos Pan-Americanos de 2015 . Além disso, ele ganhou uma medalha de ouro nos Pan-americanos 2014 Judô e uma medalha de bronze na edição de 2013 .

## Carreira
Chibana nasceu em (São Paulo e é um membro do Esporte Clube Pinheiros , em São Paulo.
Em 2007, Chibana era parte da equipe brasileira que ficou em segundo lugar no Mundial de Judô  em Pequim . Em 2008, ele mais uma vez ganhou uma medalha no Campeonato Mundial de Judô da equipe, desta vez terminando em terceiro lugar em Tóquio.
Em 2013, ele chegou em quinto lugar no Campeonato Mundial de Judô 2013 no Rio de Janeiro.
Em 2015,  como um dos atletas do Programa de Incorporação de Atletas de Alto Rendimento do Exército Brasileiro, o 3º Sgt Charles Koshiro Chibana conquistou a medalha de ouro nos Jogos Pan-Americanos de 2015 em Toronto. Participou dos Jogos Mundiais Militares de 2015, em Mungyeong, poupado por sentir um desconforto no ombro, não disputou na categoria -66kg. Participou da final por equipes, vencendo a final contra a equipe da Mongólia.
Em 2016, participa dos seus primeiros jogos Olímpicos, Rio 2016, foi derrotado pelo judoca tricampeão mundial e medalhista olímpico Masashi Ebinuma. 